# Гамула, Игорь Васильевич
И́горь Васи́льевич Гаму́ла (17 февраля 1960, Ворошиловск, Луганская область — 8 декабря 2021) — советский, украинский и российский футболист, полузащитник и футбольный тренер.

## Биография

### Игровая карьера
Родился 17 февраля 1960 года в городе Ворошиловск (ныне Алчевск) Луганской области Украинской ССР.
Играл на позиции полузащитника. С 1978 по 1979 год Гамула выступал за ворошиловоградскую «Зарю», в 1980 году перешёл в ростовский СКА, в составе которого завоевал Кубок СССР 1981 года. После победы команда праздновала всё лето, вследствие чего вылетела в Первую лигу СССР. В 1985 году стал победителем 3-й зоны второй лиги и группы 1 переходного турнира за право выхода в первую лигу в составе «Ростсельмаша». Игровую карьеру закончил в 1992 году в составе херсонской «Таврии» (первая лига Украины).

### Тренерская карьера
В 1992 году был тренером херсонской «Таврии».
В 2001—2004 годах работал тренером новороссийского «Черноморца». В течение сезонов 2003 и 2004 годов несколько раз был главным тренером команды: как главный тренер — с 7 мая по 26 июля 2003 года, как исполняющий обязанности главного тренера — с 17 ноября по 15 декабря 2002 года, с 24 декабря 2002 года по 13 февраля 2003 года, с 5 марта по 7 мая 2003 года, с 21 октября 2003 года по 29 января 2004 года. Гамуле пришлось поочерёдно замещать Владимира Шевчука (15—23 декабря 2002 года), Валерия Четверика (13 февраля — 5 марта 2003 года) и Сергея Павлова (26 июля — 21 октября 2003 года). Вновь возглавил команду в октябре 2005 года. По ходу сезона 2006 года после домашней победы над аутсайдером южной зоны второго дивизиона камышинским «Текстильщиком» со счётом 1:0, когда единственный мяч был забит на 85-й минуте, написал заявление об отставке с поста главного тренера.
С июня по 5 ноября 2007 года был главным тренером латвийской «Даугавы» из Даугавпилса. Главной причиной отставки называлось непопадание команды в еврокубки. В межсезонье 2007/08 Гамула занимал пост генерального директора другого даугавпилсского клуба — «Динабурга». В августе 2008 года, в середине чемпионата Латвии, был назначен главным тренером «Даугавы». После объединения «Динабурга» и «Даугавы» в единую команду «Динабург» к чемпионату Латвии 2009 года, стал главным тренером объединённой команды. В марте 2009 года был уволен с этого поста. С апреля по июнь 2009 года был главным тренером «Даугавы», которая выступала в Первой лиге.
В 2009—2011 годах возглавлял украинское «Закарпатье» (Ужгород), с которым вылетел из элитного украинского дивизиона.
С 10 января по 12 декабря 2010 года прошёл 240-часовое обучение на тренерских курсах в Москве и получил лицензию категории «Pro».
19 июля 2011 года приступил к работе в спортивном отделе клуба «Ростов» в должности тренера-селекционера. 3 августа 2011 года возглавил молодёжный состав «Ростова», сменив на этом посту Андрея Талалаева.
С 14 марта 2012 года на украинском телеканале «Футбол» выходила программа «Один на один с Гамулой», в которой Гамула вёл беседу с приглашёнными гостями.
25 сентября 2014 года, после отставки Миодрага Божовича, Гамула был назначен исполняющим обязанности главного тренера ФК «Ростов», где ранее занимал должность наставника молодёжной команды. 29 сентября утверждён на пост главного тренера ростовского клуба. В конце октября, отвечая на вопрос журналиста о возможном появлении в команде Бенуа Ангбвы, Гамула заявил, что в его команде уже есть шесть чёрных. После этого один из южноафриканских футболистов клуба Сиянда Ксулу отказался тренироваться из-за расистского высказывания главного тренера. В свою очередь вице-президент клуба Александр Шикунов заявил, что конфликт между тренером и футболистом исчерпан, однако агент южноафриканского защитника подтвердил информацию о возможном уходе Ксулу. Ряд британских изданий растиражировали высказывания тренера, в том числе его шутку о вирусе Эбола, тем не менее Гамула извинился перед своими темнокожими футболистами. 12 ноября контрольно-дисциплинарный комитет РФС дисквалифицировал главного тренера «Ростова» на пять матчей. В середине декабря Гамула покинул пост главного тренера клуба, но продолжил работать в качестве старшего тренера молодёжного состава «Ростова».
В 2021 году — главный тренер команды «Гераклион» в дивизионе «А» чемпионата Москвы среди ЛФК, а также медиафутбольных команд «Рома» и «Деньги».

### YouTube
С 10 апреля 2018 года по 8 декабря 2021 года являлся соавтором YouTube-канала «ВГИК — Весёлый Гамула и Компания». На этом канале выходили футбольные челленджи, викторины, музыкальные клипы.

### Смерть
Игорь Гамула скоропостижно скончался 8 декабря 2021 года на 62-м году жизни. По предварительной версии, причиной смерти мог стать гипогликемический шок. Изначально сообщалось, что причиной смерти стал коронавирус, но позже эту версию опровергли. По словам футболиста Виталия Дьякова, он переписывался с Гамулой за несколько дней до смерти последнего, и ничто не предвещало беды.
10 декабря был похоронен на Северном кладбище Ростова-на-Дону.

## Репутация
Игорь Гамула был известен как экспрессивный и эмоциональный человек, что нередко отражалось во время матчей и на его выступлениях перед журналистами.

## Достижения

### В качестве игрока
«СКА» Ростов-на-Дону
- Обладатель Кубка СССР: 1981[4].

«Ростсельмаш»
- Победитель Второй лиги СССР: 1985.

## Личная жизнь
Дочь — Екатерина (род. 1983) окончила гимназию № 25 и Ростовский государственный университет путей сообщения. Работает в американской компании Corteva Agriscience.